# اکاتانگیارکات کوال
اکاتانگیارکات کوال (به انگلیسی: Akkathangiyarakatte Kaval) یک منطقهٔ مسکونی در هند است که در کارناتاکا واقع شده‌است.